# Leiostyla cassida
Leiostyla cassida es una especie de molusco gasterópodo de la familia Pupillidae en el orden de los Stylommatophora.

## Distribución geográfica
Es endémica del archipiélago de Madeira. 